# 萨尔桑
萨尔桑（法語：Salsein，法語發音：[salsɛ̃]）是法国阿列日省的一个市镇，属于圣日龙区。

## 地理
萨尔桑（42°54'34"N, 1°0'26"E）面积5.73 平方千米，位于法国奧克西塔尼大區阿列日省，该省份为法国西南部内陆省份，西部和北部与上加龙省接壤，东临奥德省，东南至东比利牛斯省接壤，南与安道尔和西班牙接壤。
与萨尔桑接壤的市镇（或旧市镇、城区）包括：阿尔然、欧德雷桑、巴拉塞、索尔、博纳克-伊拉赞。

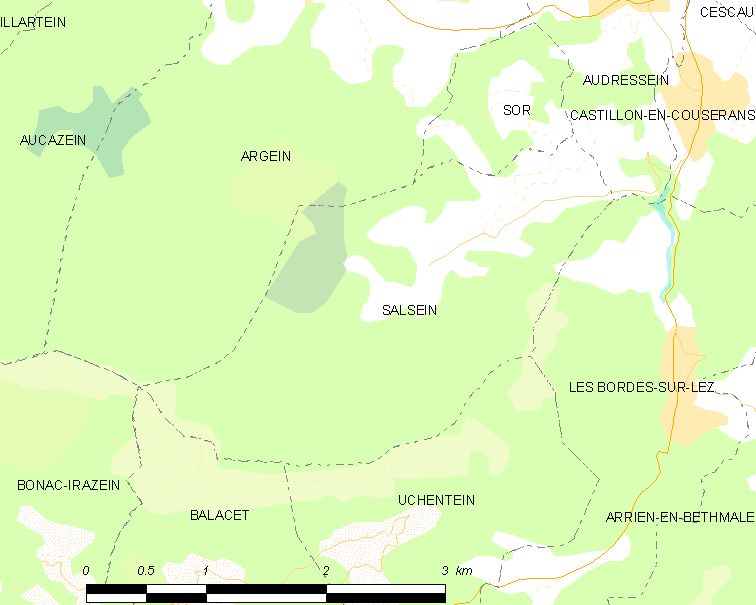
萨尔桑的OSM定位图

萨尔桑的时区为UTC+01:00、UTC+02:00（夏令时）。

## 行政
萨尔桑的邮政编码为09800，INSEE市镇编码为09279。

## 政治
萨尔桑所属的省级选区为库斯朗西县。

## 人口

1962-2008年间萨尔桑人口变化图示

萨尔桑于2022年1月1日时的人口数量为46人。